# حياة (مسلسل)
حياة، مسلسل تلفزيوني تركي انتج وعرض في عام 2013

## قصة المسلسل
يناقش مسلسل حياة عدة قضايا أهمها زواج القاصرات وقضية الشرف ومواجهتها والتعدد في المجتمع التركي. تدور احداث المسلسل في أقصى شرق تركيا في محافظة أغري التي تقع بالقرب من الحدود الإيرانية، والتي لا تزال حتى يومنا هذا تسيطر عليها بعض العادات والتقاليد والتي منها تزويج الفتيات القاصرات إلى رجال مسنين.
«حياة» ابنة عائلة «بكرجي» الفقيرة أحبت ابن التاجر الذي منعه من ان يتزوجها أو حتى ان يطلبها للزواج، وبعد أن عاشرها تصبح «حياة» عالة على عائلتها.
يقوم والد «حياة» «إسماعيل» المتزوج من امرأتين وبضغط من «قدرت» زوجته الأولى بتزويج «حياة» والتي تبلغ خمسة عشر عاما، من «عباس» رجل الأعمال الذي يبلغ من العمر سبعون عاما بدافع التخلص من العار الذي جلبته «حياة» إلى اسم وشرف العائلة. والذي يكون في نفس الوقت والد «فراس» حبيب«انيسة» الاخت الكبرى ل«حياة» من أم أخرى.
يعلم «سراج» الاخ الأكبر ل«حياة» بموضوع الزواج الغير شرعي ويتفق مع «فراس» ابن «عباس» السبعيني لرفع قضية على كل المتورطين في هذه الجريمة. وبعد وفاة «عباس» بأثر نوبة قلبية، تعترف حياة بغلطتها لأهلها ولكنهم يرفضون مسامحتها وبالاخص والدها «إسماعيل»، فتعود «حياة» إلى بيت زوجها وتقيم مع ضرتها المسنة، زوجة عباس ابطال مسلسل